# Nic Endo
Nic Endo (ur. 7 stycznia 1976 w Wichita Falls w Teksasie) – amerykańska producentka muzyki elektronicznej związana z nurtem digital hardcore. Od 1997 roku członkini zespołu Atari Teenage Riot.

## Życiorys
Jej ojciec jest Niemcem, a matka Japonką. Urodziła się w Teksasie. W latach 1994–1996 mieszkała we Frankfurcie nad Menem, później przeniosła się do Berlina. W 1997 dołączyła do Atari Teenage Riot. Uczestniczyła w trasach koncertowych zespołu oraz brała udział w nagrywaniu płyty 60 Second Wipe Out. Po rozwiązaniu Atari Teenage Riot w 2000 roku więcej uwagi poświęciła swym projektom solowym. Do momentu reaktywowania zespołu dziesięć lat później współpracowała z Alekiem Empire przy kilku jego albumach i w trasach koncertowych.
W 2009 roku opublikowała na kanale YouTube utwór "Sanctuary" z materiałem video nagranym w latach 70. przez jej ojca, pilota wojskowego. "Sanctuary" miało być z zamierzenia zapowiedzią drugiego albumu solowego Nic Endo, który do dziś się nie ukazał.
W 2010 roku przejęła rolę głównej kobiecej wokalistki w Atari Teenage Riot po odejściu Hanin Elias.
Wśród swoich inspiracji wymienia Alice Coltrane, Jamesa Chance'a, Milesa Davisa, Jimiego Hendriksa, Destroy All Monsters, Freddiego Hubbarda, Led Zeppelin, Mayę Deren, Johna Coltrane'a, Brainticket, The Velvet Underground, The Doors, Neu! i Sun Ra.

## Dyskografia
Albumy solowe
- White Heat (1998)
- Poison Lips (1998, pod pseudonimem She Satellites)
- Cold Metal Perfection (2001)

wraz z Atari Teenage Riot
- 60 Second Wipe Out (1999)
- Live at Brixton Academy 1999 (2000)
- Is This Hyperreal? (2011)
- Riot in Japan 2011 (2011)
- Reset (2014)